# Тутуме
Тутуме (англ. Tutume) — деревня на востоке Ботсваны, на территории Центрального округа.

## Общая информация
Деревня расположена в восточной части округа, примерно в 100 км к северо-западу от города Франсистаун и приблизительно в 50 км от пункта пересечения границы с Зимбабве в Маитенгве. В Тутуме имеется 6 начальных школ, 2 средние школы и 1 колледж.

## Население
По данным переписи 2011 года население деревни составляет 16 507 человек.
Динамика численности населения города по годам:
| 1981 | 1991   | 2001   | 2011   | 2013   |
| ---- | ------ | ------ | ------ | ------ |
| 3736 | 10 070 | 13 735 | 16 507 | 17 103 |